# Oruç-Reis-Klasse
| Oruç-Reis-Klasse P611-Klasse                                                 | Oruç-Reis-Klasse P611-Klasse                                          | Oruç-Reis-Klasse P611-Klasse                                          |
| Allgemeine Daten                                                             | Allgemeine Daten                                                      | Allgemeine Daten                                                      |
| ---------------------------------------------------------------------------- | --------------------------------------------------------------------- | --------------------------------------------------------------------- |
| Schiffstyp:                                                                  | - U-Boot                                                              | - U-Boot                                                              |
| Marinen:                                                                     | - Royal Navy - Türkische Marine                                       | - Royal Navy - Türkische Marine                                       |
| Bauwerft:                                                                    | - Vickers-Armstrong (Barrow)                                          | - Vickers-Armstrong (Barrow)                                          |
| Einheiten:                                                                   | - 4                                                                   | - 4                                                                   |
| Boote des Typs                                                               |                                                                       |                                                                       |
| P611 (Oruç Reis), P612 (Murat Reis), P614 (Burak Reis), P615 (Uluç Ali Reis) |                                                                       |                                                                       |
| Technische Daten                                                             |                                                                       |                                                                       |
| Besatzung:                                                                   | - 40 Mann                                                             | - 40 Mann                                                             |
| Verdrängung:                                                                 | - über Wasser: 687 tn.l. - unter Wasser: 856 tn.l.                    | - über Wasser: 687 tn.l. - unter Wasser: 856 tn.l.                    |
| Länge:                                                                       | - 61,1 m                                                              | - 61,1 m                                                              |
| Breite:                                                                      | - 6,8 m                                                               | - 6,8 m                                                               |
| Tiefgang:                                                                    | - 3,1 m                                                               | - 3,1 m                                                               |
| Antrieb:                                                                     | - Dieselmotoren: 1550 PS (1156 KW) - Elektromotoren: 1300 PS (969 kW) | - Dieselmotoren: 1550 PS (1156 KW) - Elektromotoren: 1300 PS (969 kW) |
| Geschwindigkeit:                                                             | - über Wasser: 13,75 kn (25 km/h) - unter Wasser: 10 kn (19 km/h)     | - über Wasser: 13,75 kn (25 km/h) - unter Wasser: 10 kn (19 km/h)     |
| Fahrbereich:                                                                 | - über Wasser: - 2500 NM (4630 km) bei 10 kn                          | - über Wasser: - 2500 NM (4630 km) bei 10 kn                          |
| Tauchtiefe:                                                                  | - 100 m                                                               | - 100 m                                                               |
| Bewaffnung                                                                   |                                                                       |                                                                       |
| Artillerie:                                                                  | - 1× 3 ″ (76 mm) Deckgeschütz                                         | - 1× 3 ″ (76 mm) Deckgeschütz                                         |
| Flugabwehr:                                                                  | - 1× .303″ (7,7 mm) MG                                                | - 1× .303″ (7,7 mm) MG                                                |
| Torpedos:                                                                    | - 4× 21″ (533 mm) Rohre im Bug - 1× 21″ Rohr im Heck - 9 Torpedos     | - 4× 21″ (533 mm) Rohre im Bug - 1× 21″ Rohr im Heck - 9 Torpedos     |

Die Oruç-Reis-Klasse, benannt nach dem Piraten Arudsch, war eine in Großbritannien für die Türkei gebaute U-Boot-Klasse. Die U-Boote wurden im Zweiten Weltkrieg sowohl von der britischen Royal Navy als auch der türkischen Marine eingesetzt.

## Konstruktive Merkmale
Die Konstruktion beruhte zu großen Teilen auf der zu diesem Zeitpunkt modernen S-Klasse. Diesel- und Elektroantrieb entsprachen denen des ersten und zweiten Bauloses der britischen U-Boot-Klasse. Die mittleren U-Boote waren sehr wendig.
Die Oruç-Reis-Klasse war etwas kleiner und hatte ein Torpedorohr weniger als das Vorbild der Royal Navy.
| Vergleich zwischen Oruç Reis und HMS Shark (2. Gruppe der S-Klasse) | Vergleich zwischen Oruç Reis und HMS Shark (2. Gruppe der S-Klasse) | Vergleich zwischen Oruç Reis und HMS Shark (2. Gruppe der S-Klasse) |
|                                                                     | Oruç Reis                                                           | Shark                                                               |
| ------------------------------------------------------------------- | ------------------------------------------------------------------- | ------------------------------------------------------------------- |
| Besatzung:                                                          | 40 Mann                                                             | 39 Mann                                                             |
| Wasserverdrängung (über Wasser):                                    | 687 tn.l.                                                           | 768 tn.l.                                                           |
| Wasserverdrängung (getaucht):                                       | 856 tn.l.                                                           | 960 tn.l.                                                           |
| Länge über alles:                                                   | 61,10 m                                                             | 63,58 m                                                             |
| Breite (maximal):                                                   | 6,8 m                                                               | 7,28 m                                                              |
| Tiefgang:                                                           | 3,1 m                                                               | 3,4 m                                                               |
| Motorenleistung (Diesel):                                           | 1550 PS                                                             | 1550 PS                                                             |
| Motorenleistung (Elektrisch):                                       | 1300 PS                                                             | 1300 PS                                                             |
| Höchstgeschwindigkeit (über Wasser):                                | 13,75 kn                                                            | 13,75 kn                                                            |
| Höchstgeschwindigkeit (unter Wasser):                               | 10 kn                                                               | 10 kn                                                               |
| Fahrbereich (über Wasser bei 10 kn):                                | 2500 NM                                                             | 3800 NM                                                             |
| Maximale Tauchtiefe (Werksangabe):                                  | 100 m                                                               | 95 m                                                                |
| Deckgeschütz:                                                       | 76 mm                                                               | 76 mm                                                               |
| Torpedorohre:                                                       | 5                                                                   | 6                                                                   |
| Torpedos:                                                           | 9                                                                   | 12                                                                  |

## Geschichte
Ende der 1930er Jahre bestellte die Türkei in Großbritannien U-Boote, die auf der S-Klasse basierten. Bei Kriegsbeginn im September 1939 befanden sich drei dieser Boote im Bau. Ein weiteres wurde im Oktober 1939 auf Kiel gelegt. Infolge der Kriegsereignisse wurden alle U-Boote schon in der Bauphase von der Royal Navy übernommen.
Um die neutrale Türkei, die als wichtiger potentieller Bündnispartner angesehen wurde, militärisch zu unterstützen, wurden die beiden zuerst gebauten U-Boote HMS P611 (Oruç Reis) und HMS P612 (Murat Reis) kurz nach ihrer Fertigstellung von der Royal Navy nach İskenderun überführt und im Mai 1942 von der türkischen Marine übernommen.
Die beiden anderen U-Boote HMS P614 (Burak Reis) und HMS P615 (Uluç Ali Reis) wurden von den Briten eingesetzt. Die P615 wurde im April 1943 vor Westafrika von einem deutschen U-Boot versenkt. Die P614 wurde im Januar 1946 von der türkischen Marine übernommen.
Die türkische Marine setzte die drei verbliebenen U-Boote bis 1957 ein.

## Boote der Klasse
Zwei U-Boote wurden 1942 von der türkischen Marine in Dienst gestellt. Ein Boot wurde 1943 versenkt. Ein weiteres ging 1946 an die Türkei. Die drei verbliebenen Einheiten wurden 1957 von der türkischen Marine außer Dienst gestellt.
| HMS P611 Oruç Reis | HMS P611 Oruç Reis                                                | HMS P611 Oruç Reis | HMS P611 Oruç Reis |
| --- | ----------------------------------------------------------------- | ------------------ | ------------------ |
| Kiellegung: | - 24. Mai 1939                                                    | Stapellauf:        | - 19. Juli 1940    |
| Indienststellung: | - 1. Dezember 1941 (Royal Navy) - 9. Mai 1942 (Türkische Marine)  | Dienstende:        | - 1957             |
| Das Typschiff der Klasse wurde im Frühjahr 1942 von der Royal Navy in die Türkei überführt. Der türkische Name des Bootes bezieht sich auf den osmanischen Korsaren Oruç Reis (* 1473, † 1518). |                                                                   |                    |                    |
| HMS P612 Murat Reis |                                                                   |                    |                    |
| Kiellegung: | - 24. Mai 1939                                                    | Stapellauf:        | - 20. Juli 1940    |
| Indienststellung: | - 7. Januar 1942 (Royal Navy) - 16. Mai 1942 (Türkische Marine)   | Dienstende:        | - 1957             |
| Das U-Boot wurde im Frühjahr 1942 von der Royal Navy in die Türkei überführt. Der türkische Name des Bootes bezieht sich auf den osmanischen Korsaren Murat Reis (*?, † 1609). |                                                                   |                    |                    |
| HMS P614 Burak Reis |                                                                   |                    |                    |
| Kiellegung: | - 24. Mai 1939                                                    | Stapellauf:        | - 19. Oktober 1940 |
| Indienststellung: | - 10. März 1942 (Royal Navy) - 17. Januar 1946 (Türkische Marine) | Dienstende:        | - 1957             |
| Die Royal Navy setzte das U-Boot im Krieg ein. Am 20. September 1942 attackierte sie im Arktischen Ozean das deutsche U-Boot U 408. Der Kommandant Lieutenant D.J. Beckley wurde für die vermeintliche Versenkung mit dem Distinguished Service Order ausgezeichnet, obwohl kein Ziel vernichtet wurde. Die P614 wurde am 17. Januar 1946 an die türkische Marine übergeben.                             |                                                                   |                    |                    |
| HMS P615 Uluç Ali Reis |                                                                   |                    |                    |
| Kiellegung: | - 30. Oktober 1939                                                | Stapellauf:        | - 1. November 1940 |
| Indienststellung: | - 3. April 1942 (Royal Navy)                                      | Dienstende:        | - 18. April 1943   |
| Die Royal Navy setzte das U-Boot im Krieg ein. Die P615 wurde am 18. April 1943 100 NM südwestlich von Freetown bei Position 6° 49′ N, 13° 9′ W von dem deutschen U-Boot U 123 mit zwei Torpedos versenkt. Es gab keine Überlebenden. Die türkische Marine sah für das U-Boot den Namen Uluç Ali Reis vor. Der türkische Name geht auf den osmanischen Admiral Kilic Ali Pascha (* 1519, † 1587) zurück. |                                                                   |                    |                    |